# Johan Nicolai Madvig
Johan Nicolai Madvig [joˈhæn ˈneg̊olaɪ̯ ˈmæð̪ˀʋi(ːˀ)], né le 7 août 1804 à Svaneke, sur l'île de Bornholm, et mort le 12 décembre 1886 à Copenhague, est un philologue et homme politique danois. Sa Grammaire latine et sa Syntaxe grecque ont fait longtemps référence.

## Biographie
Madvig étudie les humanités à Frederiksborg puis à l'université de Copenhague. Il est maître-assistant de cette même université en 1828, puis dès l'année suivante professeur de littérature latine. Militant pour le retour aux frontières d'avant 1816 (frontière le long de l'Eider), il est élu député au parlement en 1848 et occupe les fonctions de ministre de l'Instruction publique de 1848 à 1852. Devenu secrétaire général du parti national-libéral, il est président de l'assemblée nationale du Danemark de 1852 à 1853. Malgré cette activité politique, il poursuit, parallèlement à son travail d'Inspecteur général de l'enseignement supérieur, ses travaux de philologie. À partir de 1874, il commence à perdre la vue et doit renoncer à une partie de ses travaux, mais poursuit toutefois son étude de la constitution de la République romaine, et continue à donner ses cours à l'université. Réélu pour la sixième fois recteur en 1879, il démissionne l'année suivante.
Il est président de l'Académie royale danoise des sciences et des lettres de 1867 à 1886.

## Œuvres
- De Asconii Pediani commentariis in Ciceronis orationes (1828), Copenhague
- édition commentée du Cato major et Lælius de Cicéron (1835, 2e éd. 1869), Copenhague
- Emendationes in Ciceronis libros de legibus et Academica (1828), Copenhague
- De finibus bonorum et malorum de Cicéron (1839, 3e éd. 1876) a renouvelé profondément les connaissances en matière de syntaxe et de stylistique du latin classique. La recension stemmatique à partir de laquelle l'auteur a établi le texte est très détaillée pour l'époque (première moitié du XIXe siècle).
- Latinsk Sproglaere til Skolebrug suivi de Latinsk Ordføiningslære (syntaxe latine), publié en allemand sous le titre Lateinische Sprachlehre für Schulen (1e édition 1844, 3e éd. 1857), Verlag F. Vieweg und Sohn, Braunschweig ; et en anglais : A Latin Grammar for the use of schools (Boston, G. Woods).
- Emendationes Livianæ (1860, 2e éd. 1876), Copenhague
- (en coll. avec Ussing) Livii ab urbe condita libri (1e éd. 1861-65, 4 vol. ; 2e éd., 1877), Copenhague.
- Adversaria critica ad scriptores graecos et latinos (1871-84, 3 vol., Copenhague) est une étude proposant, pour différents auteurs, des rectifications argumentées du texte.
- Græsk Ordføiningslaere (1846, 2. Aufl. 1857), Copenhague ; trad. en français par Othon Riemann sous le titre Syntaxe de la langue grecque, principalement du dialecte attique (1884).
- Opuscula academica (1834-1842, 2 vol.; 2e éd. 1887), Copenhague
- Kleine philologische Schriften (1875), Leipzig.
- Die Verfassung und Verwaltung des Römischen Staates (1881-82), 2 vol., Leipzig. Ce livre est une réponse aux théories de l'historien Theodor Mommsen sur la portée des réformes constitutionnelles de Jules César.
- Livserindringer (1887) est une autobiographie.